# 日本鬼鮋
日本鬼鲉（学名：Inimicus japonicus），為輻鰭魚綱鮋形目毒鮋科鬼鲉属的其中一種鱼类，俗名老虎鱼或石頭魚。

## 分布
分布於朝鲜及日本本州中部以南各近海内，广东北海、台灣、香港等地。该物种的模式产地在日本。

## 深度
水深20~60公尺，属于近海底层杂鱼。

## 特徵
本魚頭上與頭側有凹陷和突起，顱骨均被皮膜所覆蓋；頭部、軀幹部及各鰭條上到處有小觸鬚存在。身體呈深褐色或洋紅色，變異很大、各鰭有白點或白線，胸鰭內面有褐色斑點，胸鰭完全連於胸部，背鰭的棘有劇毒。體長可長達25公分。

## 生態
屬夜行性魚類，晝間潛藏於沙中，夜晚才出來覓食。從淺海至數百公尺深的沙泥底皆可發現。

## 經濟利用
此魚背鰭刺有毒，但日本一般製作為刺身、炸魚塊、味噌湯等食用。因個體數量減少，香川縣有進行人工養殖。